# Oruzodes
Oruzodes is een geslacht van vlinders van de familie uilen (Noctuidae), uit de onderfamilie Acontiinae.

## Soorten
- O. flavilunata Warren, 1913
- O. unipunctata Bethune-Baker, 1906